# Bennhausen
Bennhausen là một xã thuộc huyện Donnersberg, trong bang Rheinland-Pfalz, phía tây nước Đức. Xã Bennhausen có diện tích 1,49 km² và dân số 148 người (thời điểm ngày 31 tháng 12 năm 2006).